# اختبار المغذيات
اختبار المغذيات هو اختبار يبحث عن أوجه القصور في الأحماض الأمينية والفيتامينات ومضادات الأكسدة والمعادن، ويعطي معلومات حول الاستجابة المناعية، يمكن جمع العينات من خلال فحص الدم أو البول، ويمكن أن توفر معلومات تفصيلية عن اختلالات الأحماض الأمينية، يهدف اختبار المغذيات إلى تحديد نقص المغذيات التي يمكن أن تساهم في حالات صحية متعددة.

## فائدة
إذا كان المريض يعاني من أعراض لم يتم حلها أو لم يتم تشخيصها، يمكن أن يوفر اختبار المغذيات نظرة فاحصة على أوجه القصور الكامنة، يهدف اختبار المغذيات إلى توجيه المرضى ومقدمي الخدمات الصحية لاختيار فيتامين مناسب للسبب الصحيح، بالإضافة إلى الجرعة المناسبة.